# Olivia Rogowska

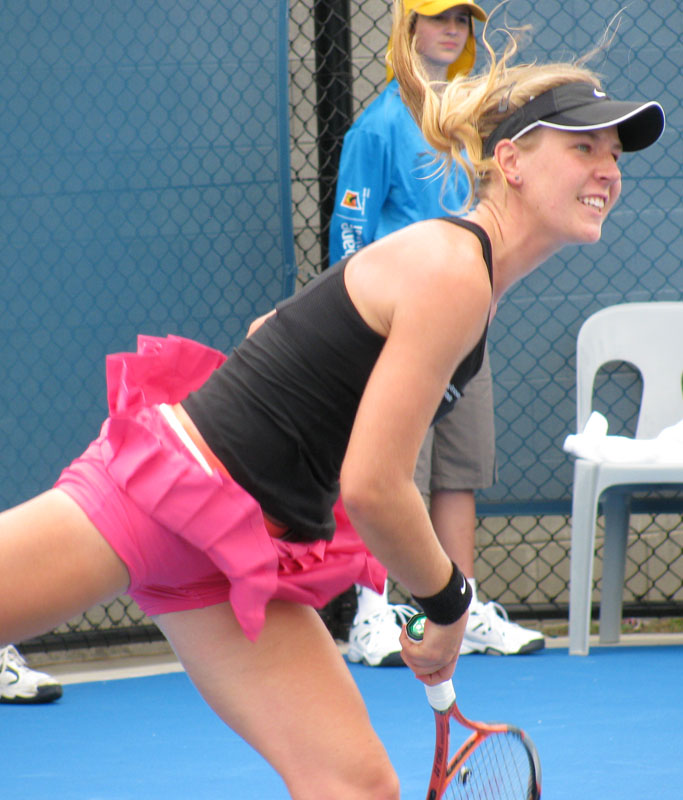
Olivia Rogowska

Olivia Rogowska, född den 7 juni 1991, är en australisk tennisspelare. Hon föddes och bor i Melbourne. Den bästa rankingen hon haft som singelspelare på WTA är 138, vilket hon nådde i december 2009. Hon har bland annat besegrat Jelena Dokic, Alicia Molik och Maria Kirilenko, och tagit set mot Dinara Safina, Alona Bondarenko, Kateryna Bondarenko, Sorana Cirstea, Jarmila Groth, Anastasia Rodionova, Sania Mirza och Casey Dellacqua. 2009 fick hon ett wildcard till Australian Open, där hon dock åkte ut i första omgången mot Alona Bondarenko, 7–5, 3–6, 2–6. Hon fick också ett wildcard till Franska Öppna mästerskapen samma år, och besegrade då Maria Kirilenko i första omgången.

## Grand Slam
| Turnering                    | 2009 | 2010 | 2011 | Karriär SR | Karriär W-L |
| ---------------------------- | ---- | ---- | ---- | ---------- | ----------- |
| Australian Open              | 1R   | 1R   | 1R   | 0 / 3      | 0–3         |
| Franska öppna                | 2R   | Q1   |      | 0 / 1      | 1–1         |
| Wimbledon                    | Q3   | Q1   |      | 0 / 0      | 0–0         |
| U.S. Open                    | 1R   | Q1   |      | 0 / 1      | 0–1         |
| Grand Slam vinster-förluster | 1–3  | 0–1  | 0–1  | 0 / 5      | 1–5         |
| Turneringar                  | 0    | 0    | 0    | N/A        | 0           |
| Year End Ranking             | 154  |      |      | N/A        | N/A         |

- A = deltog inte i turneringen.
- LQ = förlorade i kvalifikationsrundan.
- SR = the ratio of the number of singles tournaments won to the number of those tournaments played.